# Olaf Lies
Olaf Karsten Lies, né le 8 mai 1967 à Wilhelmshaven (Basse-Saxe), est un homme politique allemand, membre du Parti social-démocrate d'Allemagne (SPD). Il est ministre-président de Basse-Saxe depuis le 20 mai 2025.
Après une carrière d'universitaire, il s'engage en politique au début des années 2000 et est élu député au Landtag de Basse-Saxe en 2008. Il préside le SPD du Land de 2010 à 2012 puis rentre au gouvernement régional en 2013. Sous la présidence de Stephan Weil, il est successivement ministre de l'Économie, ministre de l'Environnement et à nouveau ministre de l'Économie.
En 2025, en conséquence du retrait de la vie politique de Stephan Weil, il accède à la direction du gouvernement et retrouve celle du SPD régional.

## Vie privée
Olaf Lies naît le 8 mai 1967 à Wilhelmshaven. Il a été élevé uniquement par sa mère.
Il est marié et père de deux filles.

## Formation et vie professionnelle
C'est à Sande, dans la Frise, qu'Olaf Lies suite sa scolarité. À l'issue de celle-ci, il effectue un apprentissage de technicien en radioélectronique. Il accomplit ensuite son service militaire dans la Deutsche Marine, puis intègre l'université des sciences appliquées de Sande, où il obtient un diplôme d'ingénieur.
L'établissement le recrute alors comme assistant de recherche. Il y prend la présidence du conseil du personnel.

## Parcours politique

### Ministre de Basse-Saxe
En sa qualité de président du conseil du personnel de l'université des sciences appliquées de Sande, Olaf Lies rencontre régulièrement le ministre de la Science de Basse-Saxe Thomas Oppermann, issu du Parti social-démocrate d'Allemagne (SPD). En janvier 2002, il adhère au SPD. Il devient en 2008 député au Landtag de Basse-Saxe.
Il est élu le 29 mai 2010 président du Parti social-démocrate en Basse-Saxe par 194 voix pour sur 213 exprimées, soit 91,1 % des suffrages des délégués lors d'un congrès réuni à Stade. Lors de l'élection primaire du 27 novembre 2011 pour la désignation du chef de file aux élections régionales de 2013, il est battu par le bourgmestre de Hanovre Stephan Weil en réunissant 46,1 % des suffrages exprimés. Il lui cède la présidence régionale du parti peu après.
À la suite du scrutin, Stephan Weil, devenu ministre-président, l'appelle au gouvernement comme ministre de l'Économie. Il passe au ministère de l'Environnement en 2017 et revient en 2022 au ministère de l'Économie. Selon la Norddeutscher Rundfunk, il se montre « travailleur, pragmatique, à l'écoute et rassembleur » et entretient de bonnes relations avec les partenaires sociaux.

### Ministre-président
Le 2 avril 2025, Stephan Weil annonce son intention de démissionner le mois suivant et propose qu'Olaf Lies, perçu de longue date comme son dauphin, soit son successeur à la présidence du gouvernement et du SPD du Land. Alors que les Grünen ont déjà indiqué leur souhait de poursuivre la coalition, il est désigné formellement candidat du SPD à la présidence du gouvernement régional lors d'un congrès extraordinaire le 16 mai à l'unanimité des délégués.
Il est élu ministre-président de Basse-Saxe par le Landtag le 20 mai par 80 voix sur 144, soit six de plus que la majorité requise. Il forme aussitôt son gouvernement et prononce sa déclaration de politique générale. Il retrouve, quatre jours plus tard, la présidence du SPD régional lors d'un congrès réuni à Wolfenbüttel, étant réélu par 187 voix des délégués sur 194.